# Городское поселение город Среднеколымск
Городско́е поселе́ние город Среднеколымск — муниципальное образование в Среднеколымском улусе Якутии Российской Федерации.
Административный центр — город Среднеколымск.

## История
Статус и границы городского поселения установлены Законом Республики Саха (Якутия) от 30 ноября 2004 года N 173-З N 353-III «Об установлении границ и о наделении статусом городского и сельского поселений муниципальных образований Республики Саха (Якутия)».

## Население
| 2007  | 2011  | 2012  | 2013  | 2014  | 2015  | 2016  |
| ----- | ----- | ----- | ----- | ----- | ----- | ----- |
| 3407  | ↗3519 | ↘3506 | ↗3546 | ↘3486 | ↗3504 | ↘3492 |
| 2017  | 2018  | 2019  | 2020  | 2021  |       |       |
| ↘3490 | ↗3491 | ↘3473 | ↗3479 | ↘3132 |       |       |

## Состав городского поселения
| № | Населённый пункт | Тип населённого пункта        | Население |
| - | ---------------- | ----------------------------- | --------- |
| 1 | Лобуя            | село                          | ↘1        |
| 2 | Среднеколымск    | город, административный центр | ↗3118     |